# Al Ain International Airport
Al Ain International Airport (Arabisch: مطار العين الدولي), dikwijls afgekort met AAN, is een internationaal vliegveld in de Verenigde Arabische Emiraten. Het ligt ongeveer 13 kilometer ten noordwesten van Al Ain. De exacte geografische coördinaten zijn 24° 16 noorderbreedte en 55° 36 oosterlengte. Het vliegveld zelf heeft geen hotel, en de dichtstbijzijnde hotels zijn het Al Ain Rotana, Hilton Al Ain en het InterContinental Hotel Al Ain.

## Luchtmaatschappijen en Bestemmingen
| Luchtvaartmaatschappij    | Bestemmingen |
| ------------------------- | ------------ |
| Air India Express         | Kozhikode    |
| Shaheen Air International | Pesjawar     |
| Rotana Jet                | Abu Dhabi    |